# رادوشیچه
رادوشیچه (به صربی: Radošiće) یک منطقهٔ مسکونی در صربستان است که در راشکا واقع شده‌است. رادوشیچه ۲۲۴ نفر جمعیت دارد.